# Gondō Seikyō

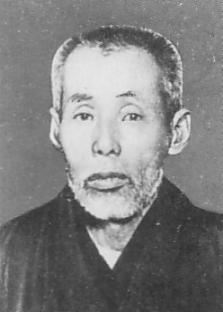
Gondō Seikyō

Gondō Seikyō (japanisch 権藤 成卿, Vorname auch Seikei oder Nariaki gelesen; geb. 13. April 1868 in der Präfektur Fukuoka; gest. 9. Juli 1937) war ein japanischer Denker und Schriftsteller am rechten Flügel während der Meiji-, Taishō- und frühen Shōwa-Zeit.

## Leben und Werk
Gondō Seikyō wurde nach einer ausgedehnten Reise 1886 nach Korea und China ein Verfechter der japanischen Expansion. Er schloss sich daher dem Amur-Bund an und wurde Herausgeber des Magazins „Tōa geppō“ (東亜月報), eines monatlichen Magazins für den Fernen Osten.
1902 ließ er sich in Tokio nieder und kam in Kontakt mit Kita Ikki, Ōkawa Shūmei und anderen Denkern des rechten Flügels.  Er schloss sich der „Rōsōkai“ (老僧会) an, einer Studiengruppe, die sich mit nationalen Problemen befasste, gründete dann 1920 die „Jichi gakkai“ (自治学会). Als Befürworter des Agrar-Nationalismus (農本主義, Nōhon shugi) dachte Gondō an einen Staat aus selbstverwaltenden Dorfgemeinschaften, frei von Bürokratie und Monopol-Kapitalismus, unter der direkten Herrschaft des Kaisers. Seine Anhänger nahmen an den Protestbewegungen der Bauern teil, die sich in den späten 1920er Jahren auf Grund der wirtschaftlichen Schwierigkeiten auf dem Lande entwickelten.
Gondōs Vorstellungen hatten großen Einfluss auf die radikalen nationalistischen Bewegungen der frühen 1930er Jahre. Er wurde sogar verdächtigt, in zwei Anschläge der ultrarechten Bewegung im Jahr 1932 involviert gewesen zu sein, unter anderem in den Anschlag der „Blut-Liga“ war und den Zwischenfall am 15. Mai.
Gondōs Werke umfassen Titel wie „Kōmin jichi hongi“　(皇民自治本義) – „Grundlegende Prinzipien der Selbstverwaltung der kaiserlichen Untertanen“ – aus dem Jahr 1920  und „Jichi mimpan“ (自治民範) – „Anleitung des Volkes zur Selbstverwaltung“.